# Droits LGBT en Iran
Depuis la révolution de 1979, les droits des personnes lesbiennes, gays, bisexuelles et transgenres (LGBT) demeurent inexistants du fait du fondamentalisme de la république islamique qui voit l’hétérosexualité du mariage traditionnel comme l’unique orientation sexuelle autorisée. Cependant, les ecclésiastiques iraniens ont récemment statué sur la transidentité, autorisant les interventions chirurgicales et d’autres traitements.

## Histoire

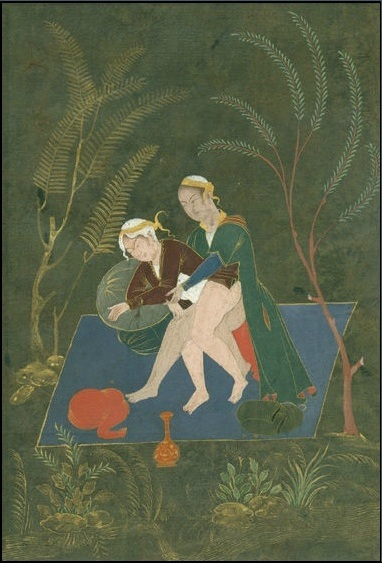
Représentation d'un rapport sexuel entre hommes (peinture séfévide du XVIIe siècle.

Une grande quantité d’œuvres littéraires perses montrent clairement l’existence de l’homosexualité entre les Iraniens.
Lors d'une conférence à l’université Columbia de New York organisée en 2007, le président Mahmoud Ahmadinejad déclare qu’« il n’y a aucun homosexuel en Iran ».

## Statut légal
Depuis l'établissement de la république islamique en 1979, les lois iraniennes sont fondées sur une interprétation particulière de la Charia. Toutes les relations sexuelles qui ont lieu en dehors du traditionnel mariage hétérosexuel sont illégales et aucune distinction légale n'est faite entre les relations consenties ou non consenties. Les relations homosexuelles qui ont lieu entre deux adultes consentants en privé sont considérées comme un crime et la peine maximale pour ce crime peut être la mort. Les articles 108 à 140 du code pénal iranien votées par le Majles le 30 juillet 1991 abordent en détail l'homosexualité et les peines associées.

### Homosexualité masculine
La sodomie est considérée comme un crime pour lequel les deux partenaires sont punis. Quelqu'un qui commet la sodomie consensuelle est sujet à une peine de 74 coups de fouet. La peine peut être la mort pour la troisième récidive jugée si les participants sont adultes, sains d'esprit et consentants ; la méthode d'exécution est à l'appréciation du juge. La sodomie est prouvée si une personne avoue quatre fois avoir commis la sodomie ou sur le témoignage de quatre hommes capables. Le témoignage d'une femme seule ou accompagnée d'un homme ne prouve pas la sodomie. Le Tafhiz (« caresse des fesses ou des cuisses ») et actes du même type commis par deux hommes est puni de cent coups de fouet. À la quatrième occasion, la peine est la mort. Si deux hommes « se tiennent nus l'un sur l'autre sans aucune nécessité », tous deux sont punis jusqu'à 99 coups de fouet ; si un homme « embrasse un autre homme », la peine est de 60 coups de fouet. Si la sodomie, ou les autres délits moins graves décrits ci-dessus sont avoués, et si la personne se repent, le juge peut décider son pardon. Si une personne qui a avoué les crimes moindres se repent avant que d'autres personnes aient apporté leur témoignage, la peine est annulée. 

### Lesbianisme
La peine pour les actes lesbiens mettant en présence deux femmes adultes, saines d'esprit et consentantes est de 100 coups de fouet. Si l'acte est répété trois fois et que la peine est appliquée à chaque fois, la peine de mort s'appliquera à la quatrième occasion. Les moyens de prouver les actes lesbiens sont les mêmes que pour l'homosexualité masculine. Les musulmanes et les non-musulmanes sont sujets au même régime de peines. Les règles d'annulation de la sentence, ou du pardon sont les mêmes que pour les délits gays. Les femmes qui « se tiennent nues l'une sur l'autre sans aucune nécessité et qui ne sont pas unies par des liens familiaux » sont punies de jusqu'à 100 coups de fouet.

### Transidentité
Le droit iranien permet le changement d'état civil uniquement après une chirurgie de réattribution sexuelle approuvée par des médecins, mais la question ne fait pas consensus, comme le montre par exemple une fatwa de l'ayatollah Khomeini qui considère qu'une telle chirurgie n'est pas obligatoire dans le cadre d'une rectification d'état civil.

## Application de la loi
En 2007, un jeune homme est condamné à mort pour des actes homosexuels accomplis à l'âge de 13 ans. En 2009, un adolescent arrêté à 16 ans et deux jeunes hommes sont condamnés à mort pour sodomie,. En 2010, un jeune homme est condamné à mort pour sodomie en Iran, mais sa famille engage un avocat et prévient la presse étrangère. Deux hommes sont exécutés en Iran en 2022 après avoir été emprisonnés pendant six ans, accusés d'avoir pratiqué la sodomie.

## Dans la culture populaire
Du fait que le poète du XIVe siècle, Obeid Zakani, en est originaire, la ville de Qazvin fait l'objet de plaisanteries selon lesquelles ses habitants sont tous homosexuels.